# Dimineață, o zi înnorată, Rouen
Dimineață, o zi înnorată, Rouen este o pictură în ulei pe pânză realizată în 1896 de pictorul francez Camille Pissarro. Lucrarea descrie peisajul urban industrial din Rouen, Franța. Piesa centrală a picturii este podul Boieldieu, un pod arcuit din oțel pe care Pissarro l-a pictat din camera sa aflată într-un hotel din apropiere. Pictura se află în colecția Metropolitan Museum of Art.
Pissarro a realizat și alte picturi ale podului Boieldieu, în condiții meteorologice diferite, într-o vizită anterioară efectuată la Rouen la începutul acelui an (1896).

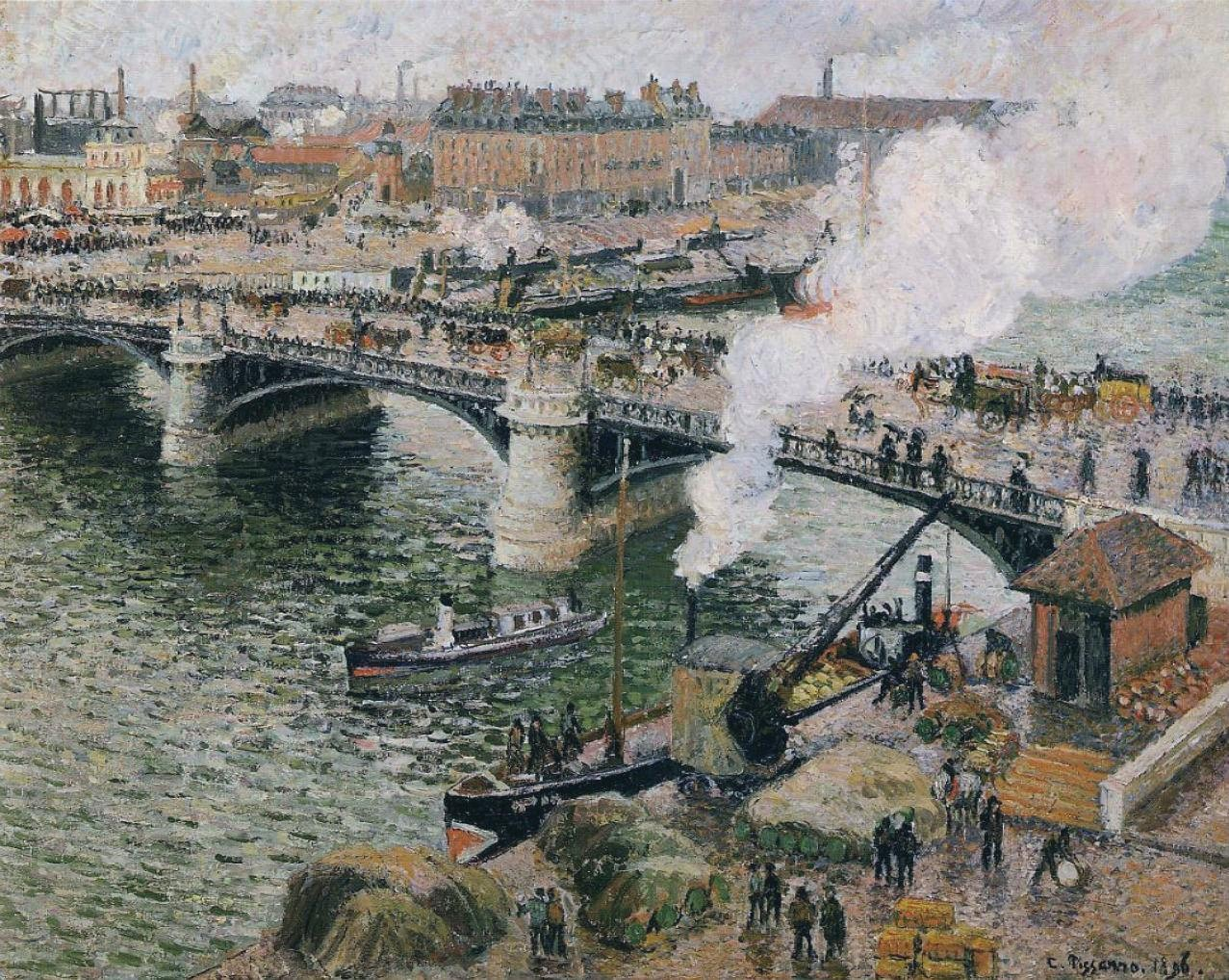
Podul Boieldieu din Rouen, Vreme ploioasă, 1896. (Art Gallery of Ontario)
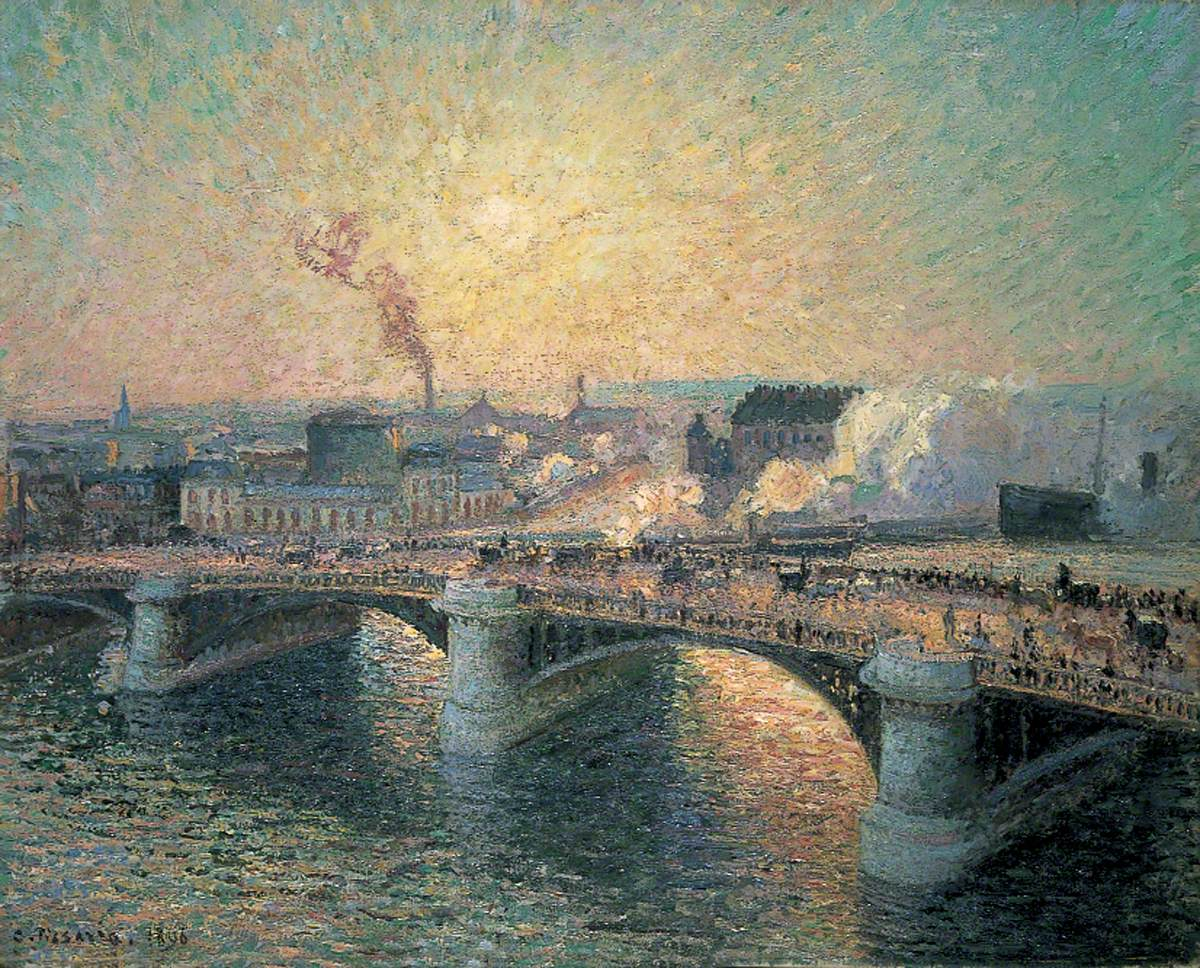
Podul Boieldieu, Apus, 1896.(Birmingham Museum and Art Gallery, UK)
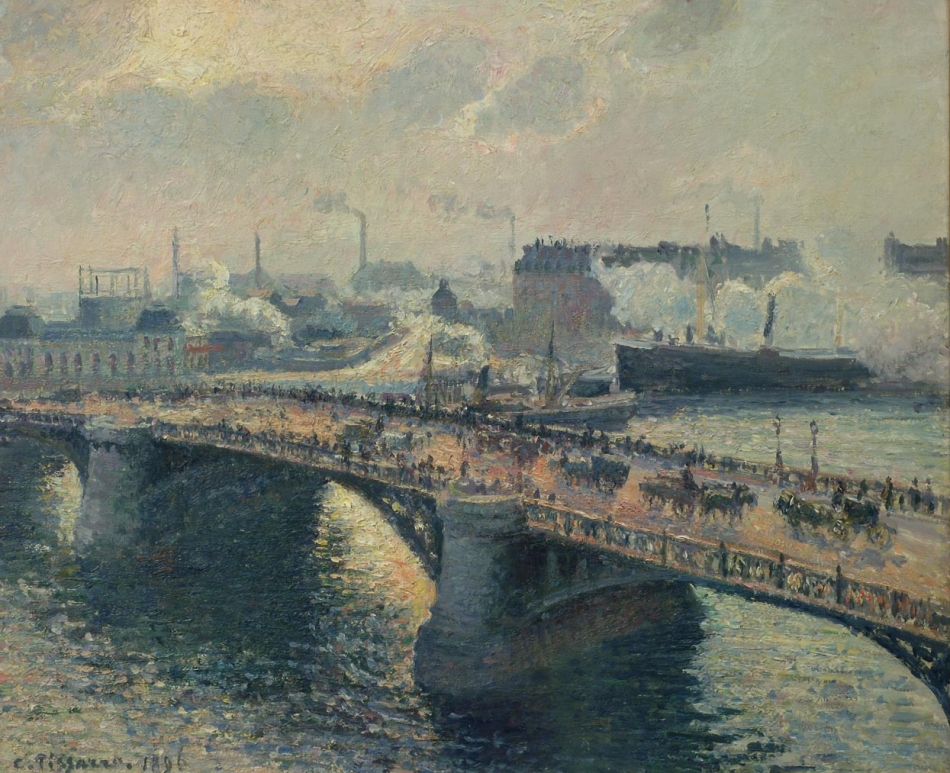
Pont Boieldieu, Apus, Fum, 1896. (Musée d'Orsay, Paris)